# Matt Maloney
Matthew Patrick Maloney, detto Matt (Silver Spring, 6 dicembre 1971), è un ex cestista statunitense, professionista nella NBA.

## Statistiche

### College
| Anno      | Squadra          | PG  | PT | MP   | TC%  | 3P%  | TL%  | RP  | AP  | PRP | SP  | PP   |
| --------- | ---------------- | --- | -- | ---- | ---- | ---- | ---- | --- | --- | --- | --- | ---- |
| 1990-1991 | Vand. Commodores | 30  | 0  | 18,6 | 41,0 | 42,0 | 78,6 | 1,5 | 1,7 | 0,8 | 0,0 | 4,1  |
| 1992-1993 | Penn Quakers     | 27  | 27 | 35,3 | 41,2 | 44,4 | 77,6 | 3,3 | 3,6 | 1,7 | 0,0 | 16,3 |
| 1993-1994 | Penn Quakers     | 28  | 28 | 32,8 | 39,3 | 32,7 | 89,7 | 2,6 | 3,8 | 2,2 | 0,1 | 14,0 |
| 1994-1995 | Penn Quakers     | 28  | 28 | 31,6 | 45,9 | 43,9 | 69,5 | 2,8 | 4,3 | 1,8 | 0,0 | 14,9 |
| Carriera  | Carriera         | 113 | 83 | 29,3 | 41,9 | 40,5 | 79,3 | 2,5 | 3,3 | 1,6 | 0,0 | 12,1 |

### NBA

#### Regular Season
| Anno      | Squadra         | PG  | PT  | MP   | TC%  | 3P%  | TL%  | RP  | AP  | PRP | SP  | PP  |
| --------- | --------------- | --- | --- | ---- | ---- | ---- | ---- | --- | --- | --- | --- | --- |
| 1996-1997 | Houston Rockets | 82  | 82  | 29,1 | 44,1 | 40,4 | 76,3 | 2,0 | 3,7 | 1,0 | 0,0 | 9,4 |
| 1997-1998 | Houston Rockets | 78  | 78  | 28,4 | 40,8 | 36,4 | 83,3 | 1,8 | 2,8 | 0,8 | 0,1 | 8,6 |
| 1998-1999 | Houston Rockets | 15  | 7   | 12,4 | 17,9 | 6,7  | 90,9 | 0,7 | 1,4 | 0,3 | 0,0 | 1,4 |
| 1999-2000 | Chicago Bulls   | 51  | 12  | 23,0 | 35,8 | 35,6 | 82,2 | 1,3 | 2,7 | 0,6 | 0,1 | 6,4 |
| 2000-2001 | Chicago Bulls   | 55  | 27  | 25,5 | 42,0 | 35,9 | 76,5 | 2,1 | 2,8 | 1,0 | 0,1 | 6,7 |
| 2002-2003 | Atlanta Hawks   | 14  | 0   | 7,4  | 32,0 | 33,3 | 60,0 | 0,5 | 1,2 | 0,3 | 0,0 | 1,7 |
| Carriera  | Carriera        | 295 | 206 | 25,3 | 40,8 | 37,2 | 79,7 | 1,7 | 2,9 | 0,8 | 0,0 | 7,4 |

#### Playoffs
| Anno     | Squadra         | PG | PT | MP   | TC%  | 3P%  | TL%  | RP  | AP  | PRP | SP  | PP   |
| -------- | --------------- | -- | -- | ---- | ---- | ---- | ---- | --- | --- | --- | --- | ---- |
| 1997     | Houston Rockets | 16 | 16 | 32,9 | 39,9 | 39,8 | 66,7 | 1,2 | 3,1 | 0,6 | 0,2 | 11,2 |
| 1998     | Houston Rockets | 5  | 5  | 33,0 | 33,3 | 25,0 | 88,9 | 1,6 | 3,6 | 0,4 | 0,4 | 6,6  |
| Carriera | Carriera        | 21 | 21 | 32,9 | 38,8 | 37,5 | 73,3 | 1,3 | 3,2 | 0,6 | 0,2 | 10,1 |

## Palmarès
- CBA All-Rookie Second Team (1996)
- NBA All-Rookie Second Team (1997)